# آنتون کولمان
آنتون کولمان (استونیایی: Anton Koolmann; ۱۱ سپتامبر ۱۸۹۹ – ۲۹ ژوئن ۱۹۵۳) کشتی‌گیر فرنگی اهل استونی بود.
وی در مسابقات کشوری در مجموع برندهٔ ۱ مدال طلا شده‌است.